# 예승석
예승석(芮承錫, 1406년 ~ 1476년)은 조선 전기의 문신이다. 본관은 부계(缶溪). 자는 주경(周卿), 호(號)는 수몽헌(守夢軒)이다. 고려 문하찬성사(門下贊成事) 부계군(缶溪君) 예락전(芮樂全)의 8세손이며, 아버지는 고려 말 양천(陽川) 현감(縣監)을 지내고, 조선 성종 때 병조참판(兵曹參判)이 추증된 예사문(芮思文)이다. 충청도 면천(沔川) 출신.

## 역사
1441년(세종 23년) 식년시(式年試)에 급제하여 진사(進士)가 되었고, 1447년(세종 29년) 식년 문과에 급제하여 예문관검열을 거쳐 이산현감(尼山縣監)을 지냈다. 예승석은 이치(吏治)를 잘하므로, 조정(朝廷)에서 잔폐(殘弊)한 이산현(尼山縣)의 현감(縣監)으로 선임(選任)하였는데, 예승석이 현(縣)에 이르러 폐추(廢墜)된 것을 보수(補修)하여 일으킴으로써 명성(名聲)과 공적(功績)을 얻었다.
1458년(세조 4) 사간원 좌헌납(左獻納)을 거쳐 사헌부 지평(行司憲持平)을 지내고, 평양 소윤(平壤少尹)에 제수되었다.
1463년 사헌 집의(司憲執義), 1464년 판승문원사(判承文院事)를 역임하였다.
1466년 변정원 판결사(辯定院判決事)를 거쳐 이조 참의(吏曹參議)가 되었다.
1468년 사간원(司諫院) 대사간(大司諫)에 올라 인사체계의 확립, 국방력의 강화, 교육제도의 정비, 조세수납의 공정 등을 건의하다가 세조의 비위에 거슬려 체직되었다.
1469년(예종 1년) 대호군(大護軍)으로 춘추관 수찬관(兼春秋館修撰官)을 겸임하였다.
1470년(성종 1년) 통정대부(通政大夫) 강원도 관찰사(江原道觀察使)가 되었고, 병마 수군 절도사(兵馬水軍節度使)를 겸임하여 역승(驛丞)의 우대책을 마련하였다.
1471년(성종 2)에 동지성균관사(同知成均館事)로서 《세조실록(世祖實錄)》과 《예종실록》 편찬에 참여하였다.
1473년 공조참판으로 하정사(賀正使)가 되어 명나라 북경에 다녀왔다.
1474년 가선대부(嘉善大夫) 전라도관찰사(全羅道觀察使)가 되었고, 1475년 한성부 우윤(漢城府右尹)에 이르렀다.

## 저서
- 《수몽헌문집(守夢軒文集)》

## 가족
- 부 : 예사문(芮思文)
- 외조부 : 송전(宋腆)
- 처부 : 군기감정(軍器監正) 안복(安福)
  - 부인 : 순흥 안씨(順興安氏)
    - 장남 : 예충년(芮忠年) - 경주부윤(慶州府尹) 겸 병마수군절도사(兵馬水軍節度使)
    - 차남 : 예충장(芮忠長) - 동부승지(同副承旨)
    - 장녀 사위 : 진주 강씨 강거충(姜居忠) - 훈련원판관(訓練院判官)
    - 차녀 사위 : 경주 정씨 정효본(鄭孝本) - 문정공(文正公) 정진후(珍厚)의 9대손으로 문과에 급제하여 황해도관찰사(黃海道觀察使) 역임